# Тульский сельсовет (Липецкая область)
Ту́льский сельсове́т — сельское поселение в составе Тербунского района Липецкой области.
Административный центр — село Тульское.

## История
Сельское поселение образовано на основании Закона Липецкой области от 02.07.2004 N 114-ОЗ «О наделении муниципальных образований в Липецкой области статусом городского округа, муниципального района, городского и сельского поселения». Границы поселения определены Законом Липецкой области от 23.09.2004 N 126-ОЗ «Об установлении границ муниципальных образований Липецкой области».

## Население
| 2009  | 2010 | 2012  | 2013  | 2014  | 2015  | 2016  |
| ----- | ---- | ----- | ----- | ----- | ----- | ----- |
| 1006  | ↘981 | ↗1007 | ↘1006 | ↗1010 | ↘1001 | ↗1003 |
| 2017  | 2018 | 2021  |       |       |       |       |
| ↗1017 | ↘986 | ↘735  |       |       |       |       |

## Состав сельского поселения
| № | Населённый пункт | Тип населённого пункта       | Население |
| - | ---------------- | ---------------------------- | --------- |
| 1 | Дроновка         | хутор                        | ↘7        |
| 2 | Засосная         | деревня                      | ↘9        |
| 3 | Каменка          | деревня                      | ↗30       |
| 4 | Орловка          | деревня                      | →44       |
| 5 | Райский          | посёлок                      | ↘280      |
| 6 | Спасская         | деревня                      | →14       |
| 7 | Тульское         | село, административный центр | ↗201      |
| 8 | Хутор-Берёзовка  | село                         | ↘396      |

## Экономика
Большинство сельскохозяйственных земель поселения обрабатывается ОАО «Липецкмясо», ОАО «Тербуныагросервис», КФХ «Пламя», ИП Ераксин Р. А., ИП Рязанцев А. Н., ССПК «Агро — Лидер Тербуны».
На территории поселения функционирует 3 магазина, 2 павильона и 2 площадки свинокомплекса ОАО «Группы „Черкизово“», где работают около 30 местных жителей.

## Образование и культура
В поселении работают: средняя школа, 2 детских сада, дом культуры, 2 библиотеки.

## Достопримечательности
В Тульском есть парк, который считается дендрологическим памятником.